# NGT48的新潟朋友！
《NGT48的新潟朋友！》（日语：／ enu-jī-tī fōtīeito no niigatta furendo */?）是2017年1月17日至2019年3月26日，每週一24時59分至25時29分（即週二凌晨；JST）於新潟電視台播出的綜藝節目，為日本女子偶像團體NGT48首檔在無線電視平台播出的冠名節目，主持人為搞笑二人組Lotti。簡稱「潟朋」（がたフレ）。

## 簡介
本節目主要以外景進行，透過NGT48成員們與搞笑二人組Lotti在新潟縣內的各城鎮漫步，與各式各樣的人相遇，並藉以體會這些地方的好。每集登場的NGT48成員人數基本為3人，部分集數會跨出新潟縣外取景。
節目名稱中的意思為「新潟朋友」，也可解釋成「Gotta friend」，象徵NGT48藉由該節目獲取更多人的支持。

## 出演者
- Lotti（日语：ロッチ）（中岡創一、小門建太郎（日语：コカドケンタロウ））
- NGT48

## 播出電視台
| 播出區域 | 播出台             | 所屬聯播網     | 播出時間                     | 播出日期                       | 备注     |
| -------- | ------------------ | -------------- | ---------------------------- | ------------------------------ | -------- |
| 新潟縣   | 新潟電視台 (TeNY)  | 日本電視台系列 | 週二 0:59 - 1:29（週一深夜） | 2017年1月17日 - 2019年3月26日  | 製作協力 |
| 富山縣   | 鬱金香電視台 (TUT) | TBS系列        | 週二 1:40 - 2:19（週一深夜） | 2017年10月3日 - 2019年3月26日  | [ 注 2 ] |
| 埼玉縣   | 埼玉電視台 (TVS)   | 獨立台         | 週四 1:00 - 1:30（週三深夜） | 2018年10月4日 - 2019年3月28日  | [ 注 3 ] |
| 青森縣   | 青森電視台 (ATV)   | TBS系列        | 週四 1:56 - 2:26（週三深夜） | 2018年10月4日 - 2019年3月28日  | [ 注 3 ] |
| 山形縣   | TVU山形 (TUY)      | TBS系列        | 週六 1:25 - 1:55（週五深夜） | 2018年11月24日 - 2019年3月30日 | [ 注 4 ] |

單發・不定期
- 近畿廣域圈：關西電視台（KTV；富士電視台系列）[注 5]

## 片尾曲
- 青春時鐘（第11集 - 第19集、第21集 - 第42集）
- 藍天會延續到這世界上的哪裡去呢？（第43集 - 第62集）
- 春天哪裏來？（第63集 - 第84集）
- 獻給世人 （第85集 - 第89集、第91・92集、第95回 - ）
- 直到快要哭泣（第90・93集）
- 今天輸了也沒關係（第94集）

## 工作人員
- 企劃：秋元康
- 旁白：有島Moyu
- 構成：安部裕之、水野將良
- CAM：渡部公臣
- 音效：玉置裕介
- 片頭 : 關直宏
- 梳化・衣裝：osare company
- 編輯：西牟田吉義
- MA：志村武浩
- 攝影協力：SWISH JAPAN（日语：スウィッシュ・ジャパン）、Grip、Nouvelle Age（日语：ヌーベルアージュ）、PUTBALSOUND
- 協力：Y&N Brothers、AKS
- AD：小田義和、辻將太、川崎真彌、岡本有貴、藤崎祥人
- AP：羽場愛、坂本加惠
- 導播：山本健太、石尾彰弘、倉橋雄亮
- 演出：佐藤英輔
- 製作人：工藤浩之、長尾真、伊藤秀記
- 製作協力：K-max（日语：ケイマックス）、新潟電視台
- 製作：索尼音樂品牌

### 文獻
1. 1 2  . nikkansports.com (日刊スポーツ新聞社). 2017-01-02  [2017-05-10]. （原始内容存档于2017-05-10） （日语）.
2. ↑  . ORICON NEWS (oricon ME). 2018-09-15  [2018-10-13]. （原始内容存档于2018-10-30） （日语）.
3. 1 2 3 4  . 日本索尼音樂官方網站. 2019-03-15  [2019-05-02]. （原始内容存档于2019-05-02） （日语）.

## 外部鏈結
- NGT48的新潟朋友！（页面存档备份，存于） （日語）
- NGT48的新潟朋友！ - KMAX （日語）

| 新潟電視台 星期一24:59 - 25:29（星期二凌晨）                    | 新潟電視台 星期一24:59 - 25:29（星期二凌晨） | 新潟電視台 星期一24:59 - 25:29（星期二凌晨） |
| --------------------------------------------------------------- | -------------------------------------------- | -------------------------------------------- |
|                                                                 | NGT48的新潟朋友！                            |                                              |
| 採用!Flip NEWS （聯播中京電視台節目；播出時段移動至星期三深夜） | 在日向坂見面吧 （聯播東京電視台節目）        |                                              |